# Đảo Miên Hoa

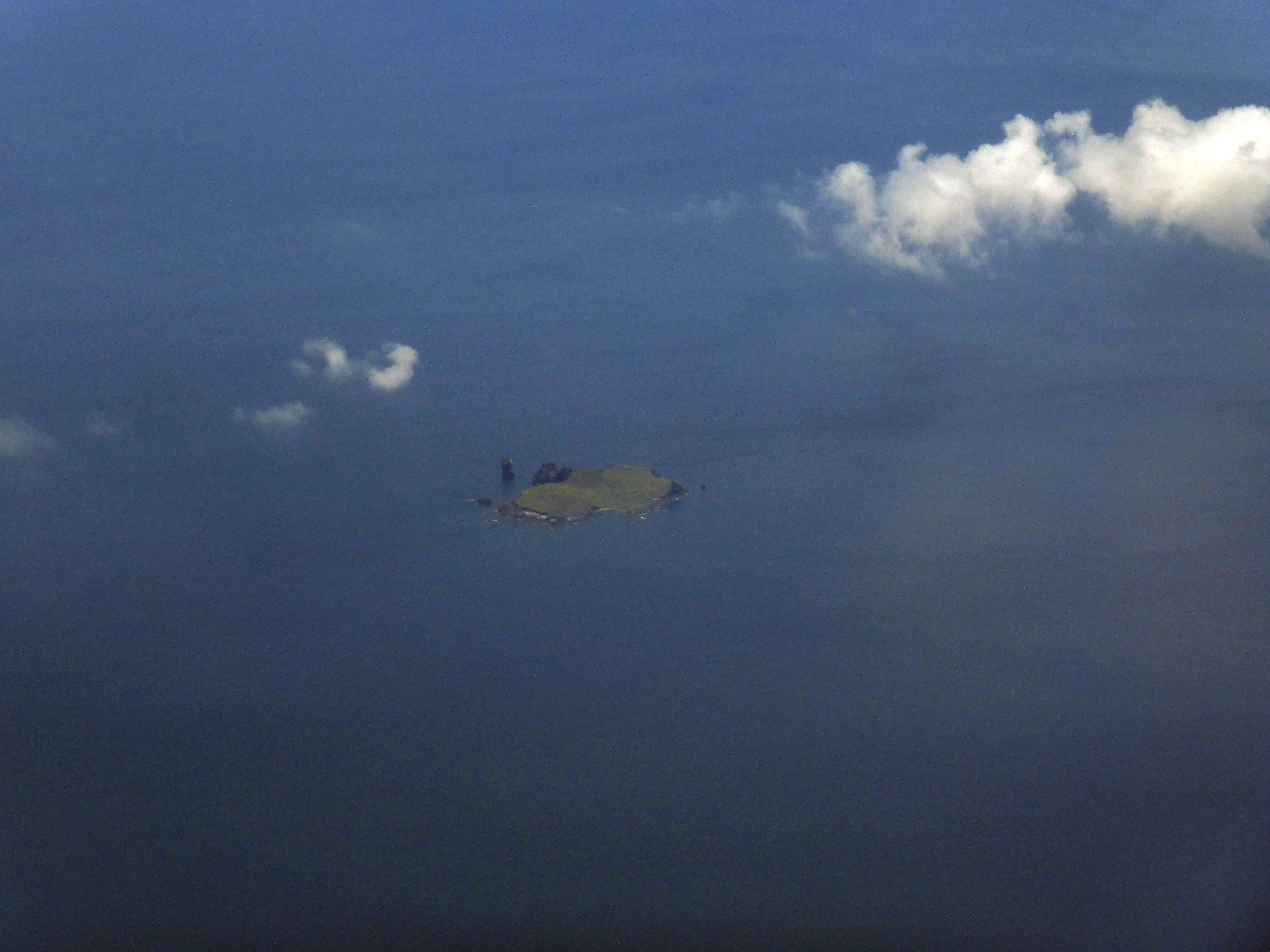
Đảo Miên Hoa

Đảo Miên Hoa (tiếng Trung: 棉花嶼; bính âm: Miánhua Yǔ, Hán Việt: Miên Hoa tự) là một hòn đảo nhỏ ở phía bắc đảo Đài Loan. Đảo thuộc địa giới hành chính của khu Trung Chính của thành phố Cơ Long và được tạo thành từ hoạt động của núi lửa. Đảo là điểm cực đông mà chính quyền Trung Hoa Dân Quốc tại Đài Loan kiểm soát, vào thời Nhật Bản cai trị Đài Loan, đảo là một khu khai thác phốt-phát.
Đảo Miên Hoa cách Cơ Long 42 km về phía đông bắc, hải trình ước tính mất 2 giờ. Chiều dài đông-tây của đảo ước tính là 300 mét, chiều dài bắc-nam ước tính đạt 400 mét. Diện tích đảo Miên Hoa là 0,12 km², điểm cao nhất đạt 64 mét trên mực nước biển. Do đảo Miên Hoa và đảo Bành Giai có vị trí gần nhau và hình dáng cũng giống nhau nên nhiều ngư dân thường nhầm lẫn đảo Miên Hoa với đảo Bành Giai.